# شارل بودلير
شارل بودلير (بالفرنسية: Charles Baudelaire) 1821-1867 شاعر وناقد فني فرنسي. بودلير بدأ كتابة قصائده النثرية عام 1857 عقب نشر ديوانه أزهار الشر، مدفوعا بالرغبة في شكل شعري يمكنه استيعاب العديد من تناقضات الحياة اليومية في المدن الكبري حتي يقتنص في شباكه الوجه النسبي الهارب للجمال، وجد بودلير ضالته فيما كتبه الوزيوس بيرتيران من پالادات نثرية مستوحاة من ترجمات البالادات الاسكتلندية والألمانية الي الفرنسية. والبالاد هو النص الذي يشبه الموال القصصي في العربية وهو الشكل الذي استوحاه وردزورث وكوليريدج في ثورتهما علي جمود الكلاسيكية.
وفي عام 1861 بدأ بودلير في محاولة لتدقيق اقتراحه الجمالي وتنفيذه فكتب هذه القصائد التي تمثل المدينة أهم ملامحها، وتعتبر معينا لا ينضب من النماذج والأحلام.
يعتبر بودلير من أبرز شعراء القرن التاسع عشر ومن رموز الحداثة في العالم. ولقد كان شعر بودلير متقدما عن شعر زمنه فلم يفهم جيدا الا بعد وفاته.
وكان الشاعر شارل بودلير يري ان الحياة الباريسية غنية بالموضوعات الشعرية الرائعة، وهي القصائد التي أضيفت إلي أزهار الشر في طبعته الثانية عام 1861 تحت عنوان لوحات باريسية.
لم ينشر ديوان سأم باريس في حياة بودلير، وهو الديوان الذي لم يتحمس له غوستاف لانسون وسانت ـ بيف، هذا الديوان الذي اثر تأثيرا عارما في الأجيال اللاحقة.

## أعماله الأساسية

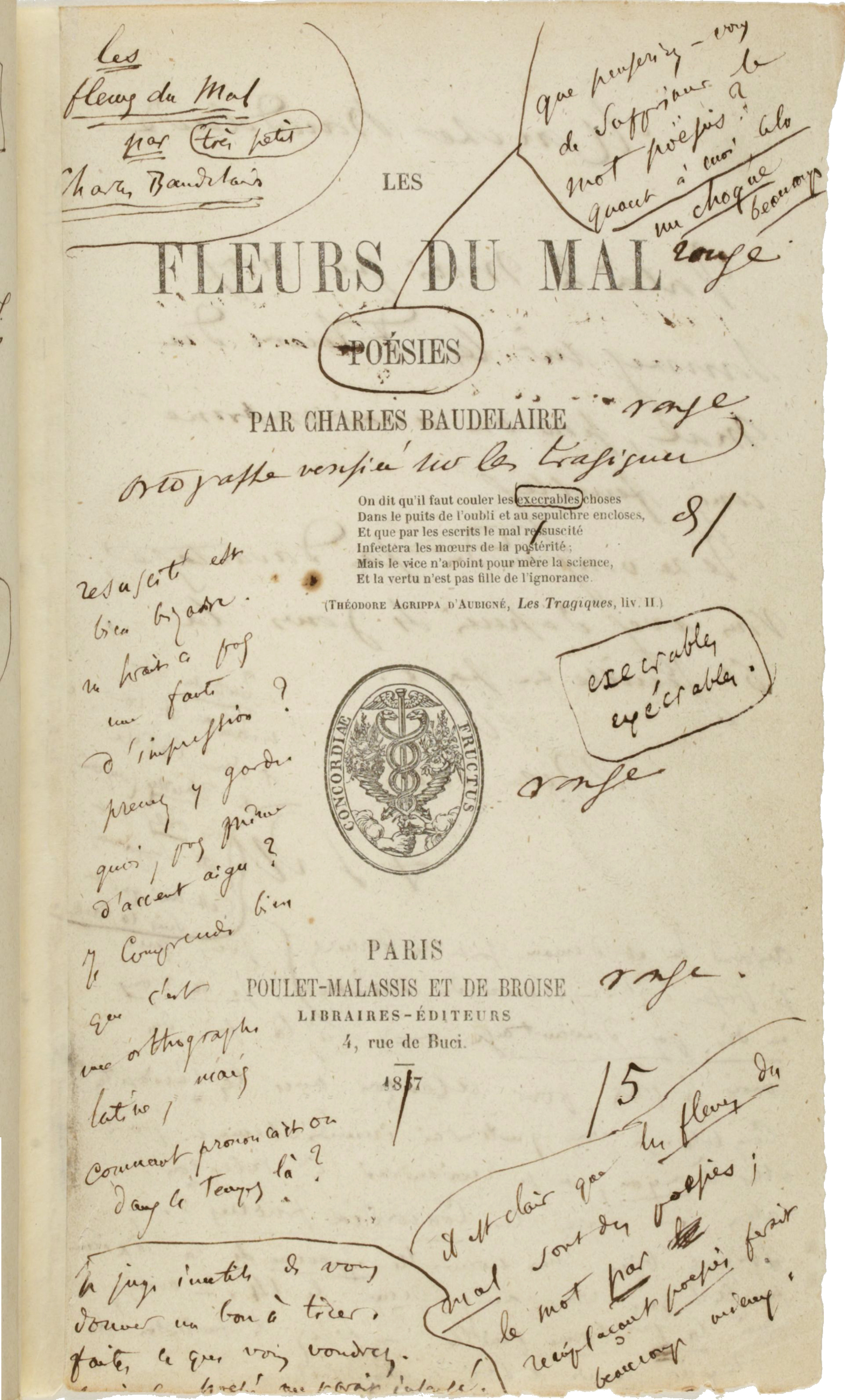
الطبعة الأولى لديوان "أزهار الشر"

- 1845: Salon de 1845
- 1846: Salon de 1846
- 1847: La Fanfarlo
- 1851: Les Paradis artificiels/Du vin et du haschisch
- 1851: Fusées
- 1852: L’Art romantique
- 1853: Morale du joujou
- 1855: Exposition universelle, 1855, Beaux-arts
- 1857: أزهار الشر
- 1858: Les Paradis artificiels/Le Poème du haschisch/I
- 1859: Salon de 1859
- 1860: Les Paradis artificiels[الفرنسية]
- 1861: La Chevelure
- 1861: Réflexions sur quelques-uns de mes contemporains
- 1861: Richard Wagner et Tannhäuser à Paris
- 1869: Petits poèmes en prose[الفرنسية]
- 1863: Le Peintre de la vie moderne[الفرنسية]
- 1863: L’Œuvre et la vie d’Eugène Delacroix
- 1864: Mon cœur mis à nu
- 1868: Curiosités esthétiques
- 1841- 1866: Lettres (Baudelaire)/Sources des lettres
- 1869: L’Art romantique
- 1851- 1852: Journaux intimes

## روابط خارجية
- شارل بودلير على موقع IMDb (الإنجليزية)
- شارل بودلير على موقع الموسوعة البريطانية (الإنجليزية)
- شارل بودلير على موقع ألو سيني (الفرنسية)
- شارل بودلير على موقع ميوزك برينز (الإنجليزية)
- شارل بودلير على موقع إن إن دي بي (الإنجليزية)
- شارل بودلير على موقع ديسكوغز (الإنجليزية)
- شارل بودلير على موقع قاعدة بيانات الفيلم (الإنجليزية)